# Enveloppe T
L'enveloppe T est, en France, une enveloppe qui a été pré-affranchie par une organisation telle qu'une entreprise pour expédier un courrier de réponse. Elle fut inventée pour favoriser les réponses puisque l'expéditeur n'aura pas à payer le timbre.

## Description
L'enveloppe est préimprimée. Elle comporte un « T » noir et gras à l'emplacement du timbre, en haut à droite de l'enveloppe, ainsi que l'adresse de l'organisation, au centre de l'enveloppe.

## Histoire
L'enveloppe T fait partie de l'offre « Postréponse » de La Poste, renouvelée en 2001 avec l'introduction d'une gamme de produits similaires permettant à l'organisation de personnaliser l'enveloppe afin d'y faire de la publicité.

## Utilisation
Les entreprises recourent à l'enveloppe T dans les opérations de publipostage. Elle est surtout utilisée pour les relations business to consumer, mais peut également l'être pour les relations business to business.

## Avantages
En marketing, l'enveloppe T est appréciée car elle permet d'obtenir un meilleur taux de réponse. En effet, le prospect ou le client n'a pas à affranchir le courrier de réponse, ce qui lui fait économiser non seulement le prix du timbre, mais aussi du temps, car il n'a pas besoin de chercher un timbre, ce qui représente deux freins à l'acte d'achat ou de commande.
De plus, l'enveloppe T améliore l'image de marque car elle accroit la légitimité de l'organisation.